# 佛羅里達州第二十五國會選區
佛羅里達州第二十五國會選區是美国佛罗里达州的國會選區之一，該選區一部份在2013年移動到佛羅里達州第二十六國會選區。